# Ordine d'Onore (Azerbaigian)
L'Ordine d'Onore è un'onorificenza azera.

## Storia
L'Ordine è stato fondato il 16 febbraio 2007.

## Assegnazione
L'Ordine è assegnato ai cittadini:
- per servizi speciali alla Repubblica di Azerbaigian;
- per il particolare contributo alla costruzione dell'Azerbaijan;
- per i risultati conseguiti a livello economico, scientifico, tecnico, nel progresso sociale e culturale;
- per le grandi scoperte nei campi della scienza, della cultura, della letteratura, dell'arte, dell'istruzione e della sanità.

## Insegne
- L'insegna è composta da una stella di forma ottagonale in oro e platino con all'interno una piastra circolare. L'interno della piastra è costituito da due cerchi, l'esterno in platino, l'interno in oro. Nella circonferenza esterna vi è l'iscrizione «Şərəf» ("Onore"). Nel centro della piastra circolare vi è un rubino artificiale. Il retro è nudo tranne per la presenze del numero di serie.
- Il nastro è rosso con due sottili strisce oro ai lati.